# Тяхтиторнинвуори
Тяхтиторнинвуори или Тяхтиторнинмяки (фин. Tähtitotninmäki, Tähtitornin vuori) — скалистый холм высотой около 30 метров, и одноимённый парк, расположенный в Хельсинки в районе Этелясатама (Южный порт). В парке на холме располагается несколько общественных зданий.
На вершине холма на улице Унионинкату находится обсерватория Хельсинкского университета, построенная в 1834 году. Сейчас эта обсерватория является общественным центром астрономии и не используется для исследований, так как находится в городской черте и звёздное небо плохо видно из-за помех.
Памятник потерпевшим кораблекрушение Роберта Стигелла (фин. Haaksirikkoiset) 1897 года находится на краю парка со стороны Южной гавани, на площадке над высоким утесом.
По традиции с 1957 года в 9 часов утра в День независимости Финляндии в парке проводится торжественное поднятие флага.

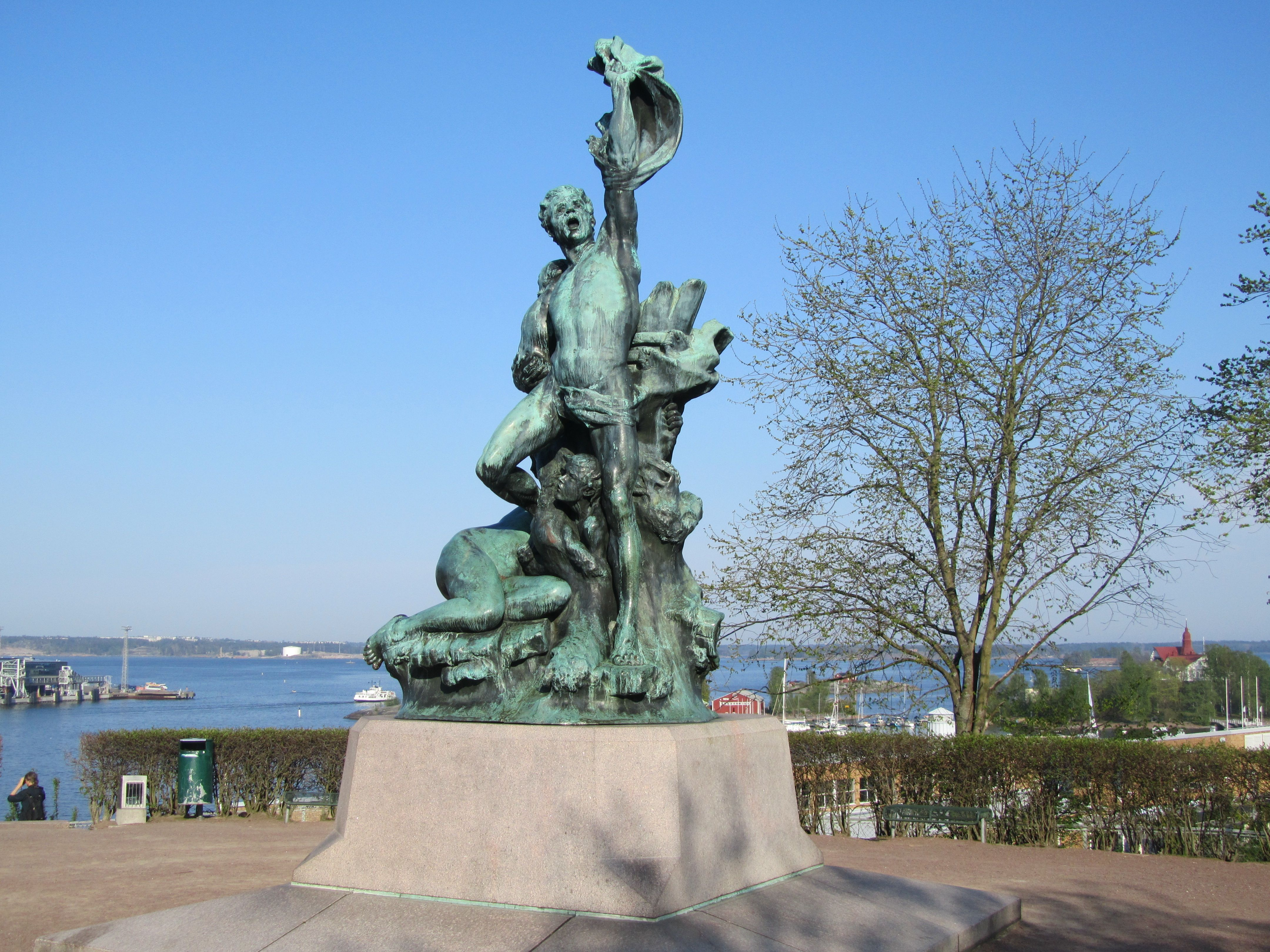
Памятник потерпевшим кораблекрушение
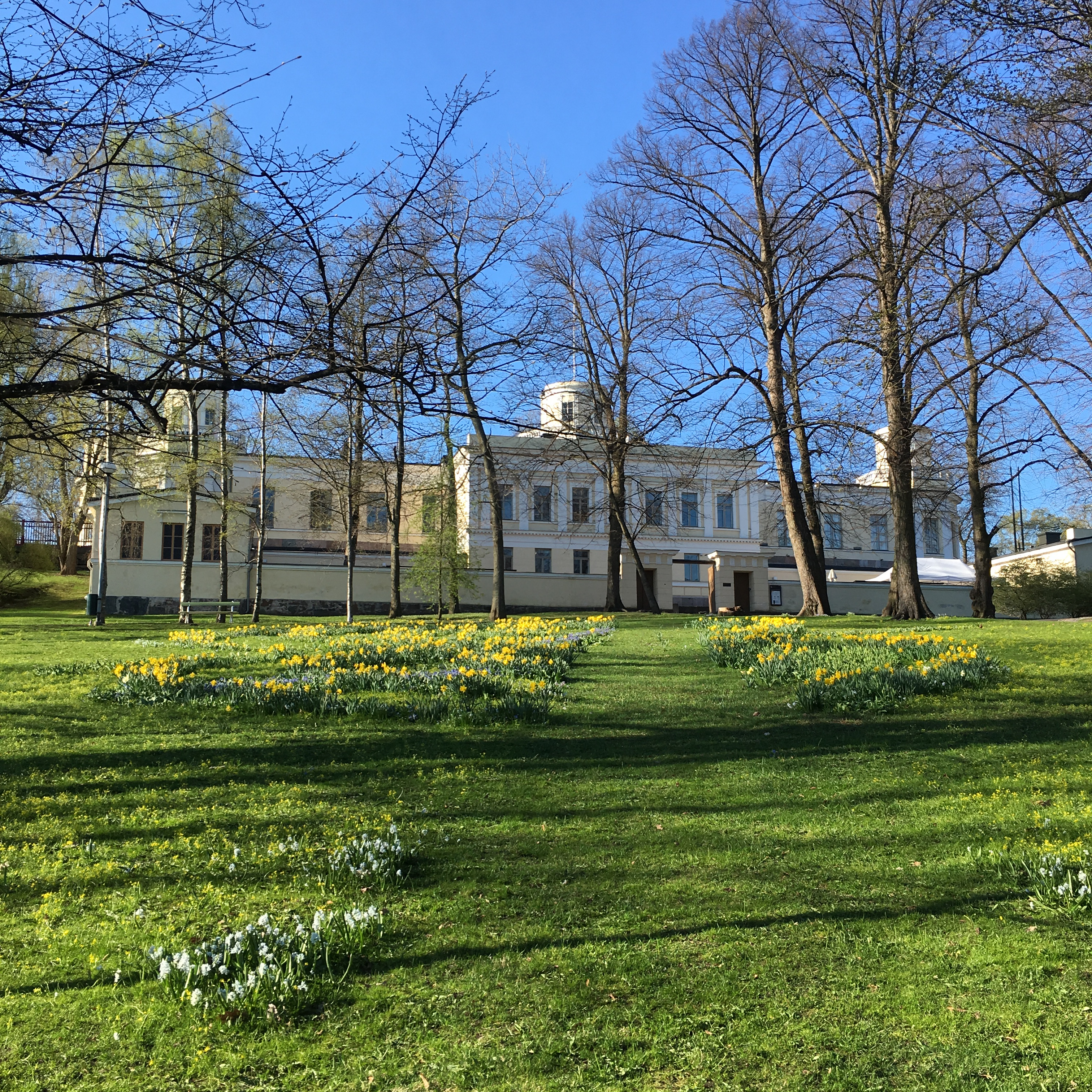
Обсерватория
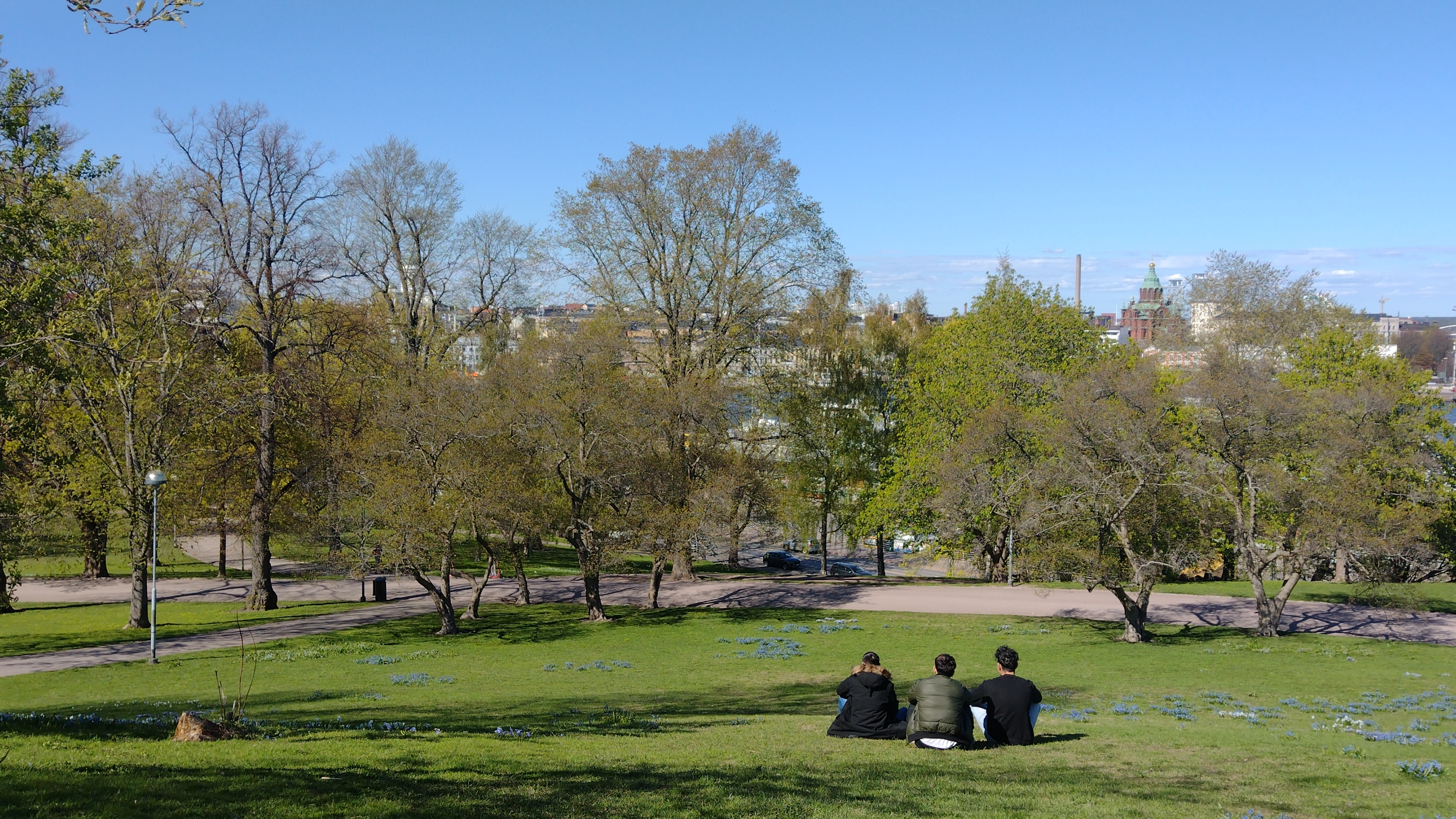
Парк